# 피어 팩토리
피어 팩토리(영어: Fear Factory)는 미국의 데스 메탈 밴드이다.